# Anneux
Anneux – miejscowość i gmina we Francji, w regionie Hauts-de-France, w departamencie Nord.
Według danych na rok 1990 gminę zamieszkiwały 223 osoby, a gęstość zaludnienia wynosiła 41 osób/km² (wśród 1549 gmin regionu Nord-Pas-de-Calais Anneux plasuje się na 994. miejscu pod względem liczby ludności, natomiast pod względem powierzchni na miejscu 642.).